# Monastir
För andra betydelser, se Monastir (olika betydelser).

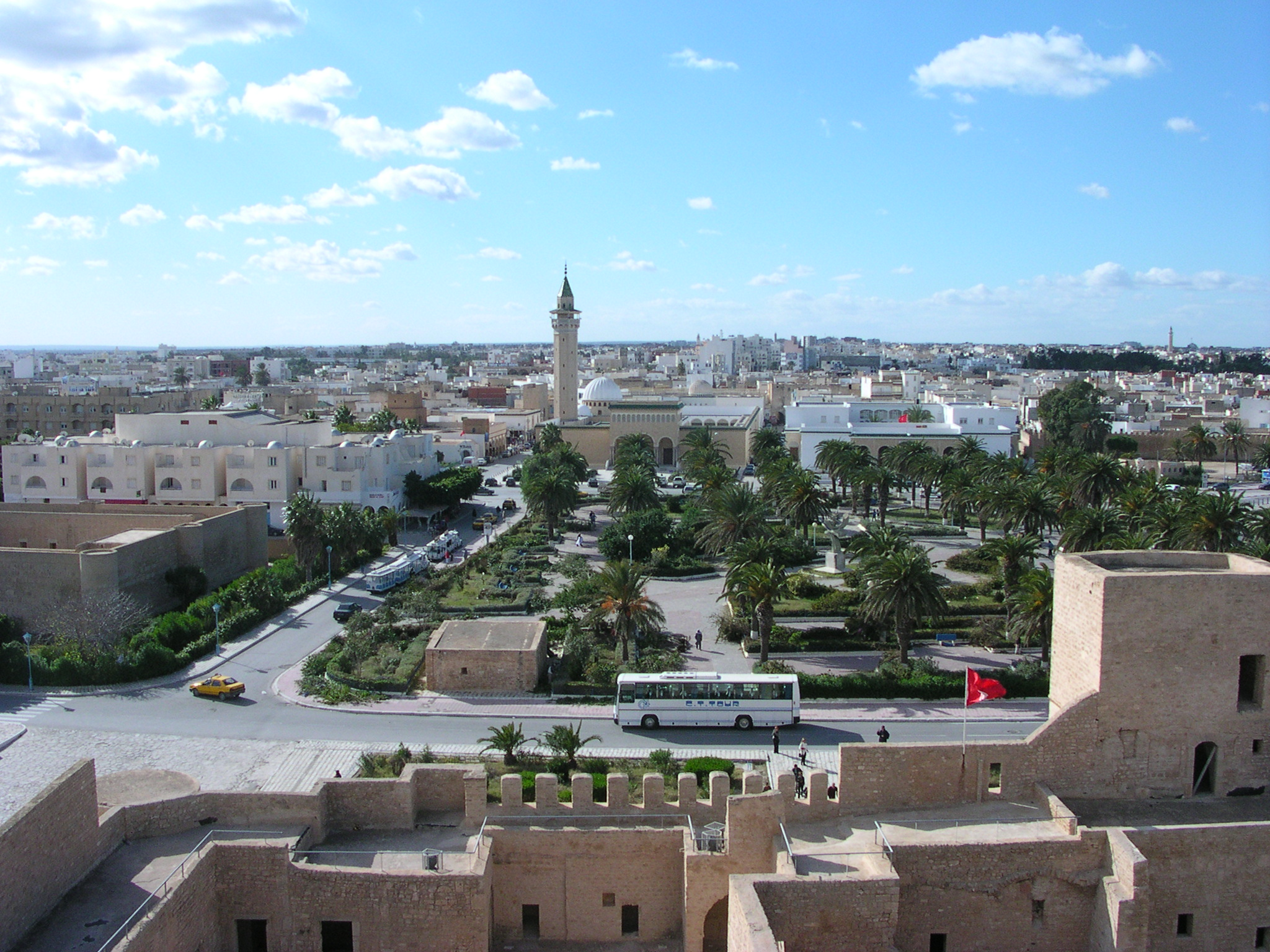
Vy över Monastir.

Monastir (arabiska المـنسـتير, al-Munastîr) är en stad vid Tunisiens östra kust, cirka 25 km söder om Sousse. Den är administrativ huvudort för guvernementet Monastir och folkmängden uppgick till 93 306 invånare vid folkräkningen 2014. I Monastir finns ett mausoleum rest för Habib Bourguiba, landets förste president, som föddes här. Staden har en ökande turism, och en internationell flygplats. Sevärdheter i Monastir är den historiska gamla staden och en stor moské. Monastir är en universitetsstad.